# Петровка (Чуйская область)
Петровка (кирг. Петровка) — село в Московском районе Чуйской области Кыргызстана. Административный центр Петровского аильного округа. Код СОАТЕ — 41708 217 824 01 0.

## География
Село расположено в северо-западной части области, южнее Большого Чуйского канала, к западу от села Беловодское, административного центра района. Абсолютная высота — 764 метра над уровнем моря.

## Население
| год     | 2009 | 2014 | 2015 |
| ------- | ---- | ---- | ---- |
| человек | 9016 | 9420 | 9253 |